# ملعب تشيرنوموريتس
ملعب تشيرنوموريتس (بالأوكرانية: Стадіон «Чорноморець»)‏ هو ملعب لكرة القدم تم بناؤه عام 2011 في أوديسا، أوكرانيا. تبلغ سعة الملعب 34164 متفرجًا وهو مقر نادي تشورنوموريتس أوديسا.

## معرض الصور

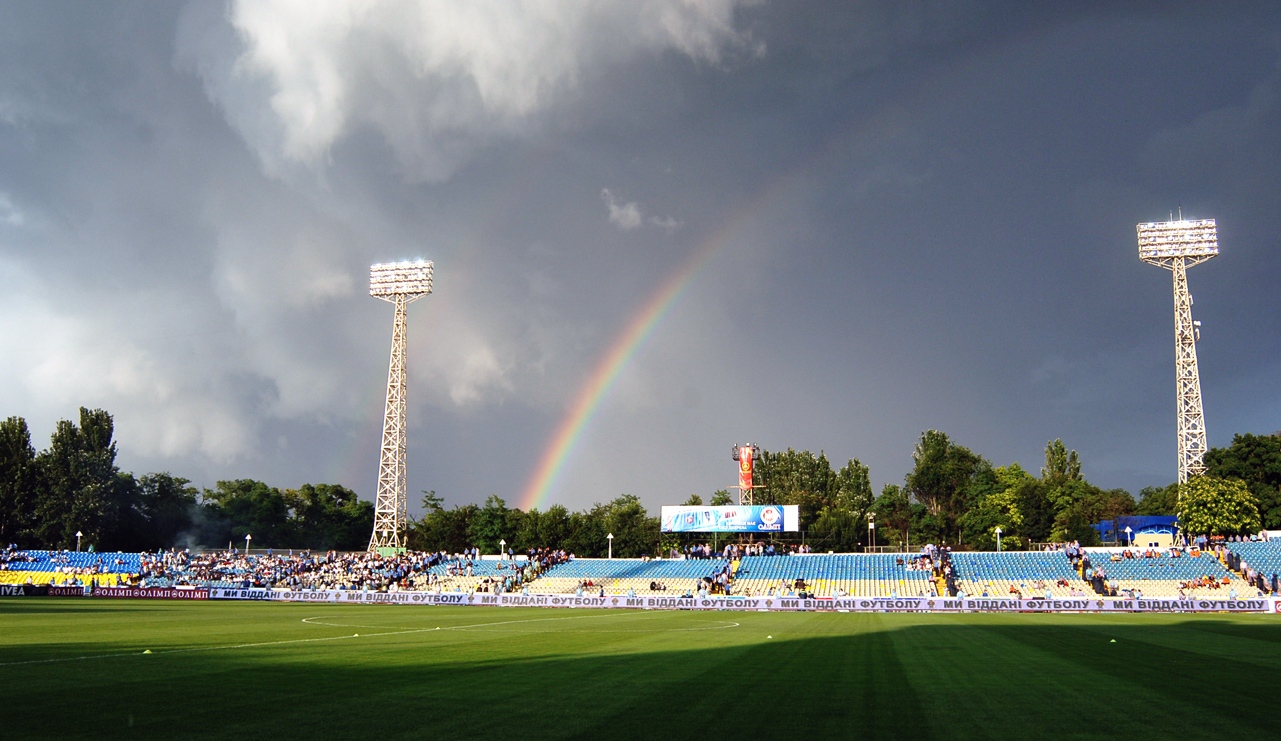
الملعب
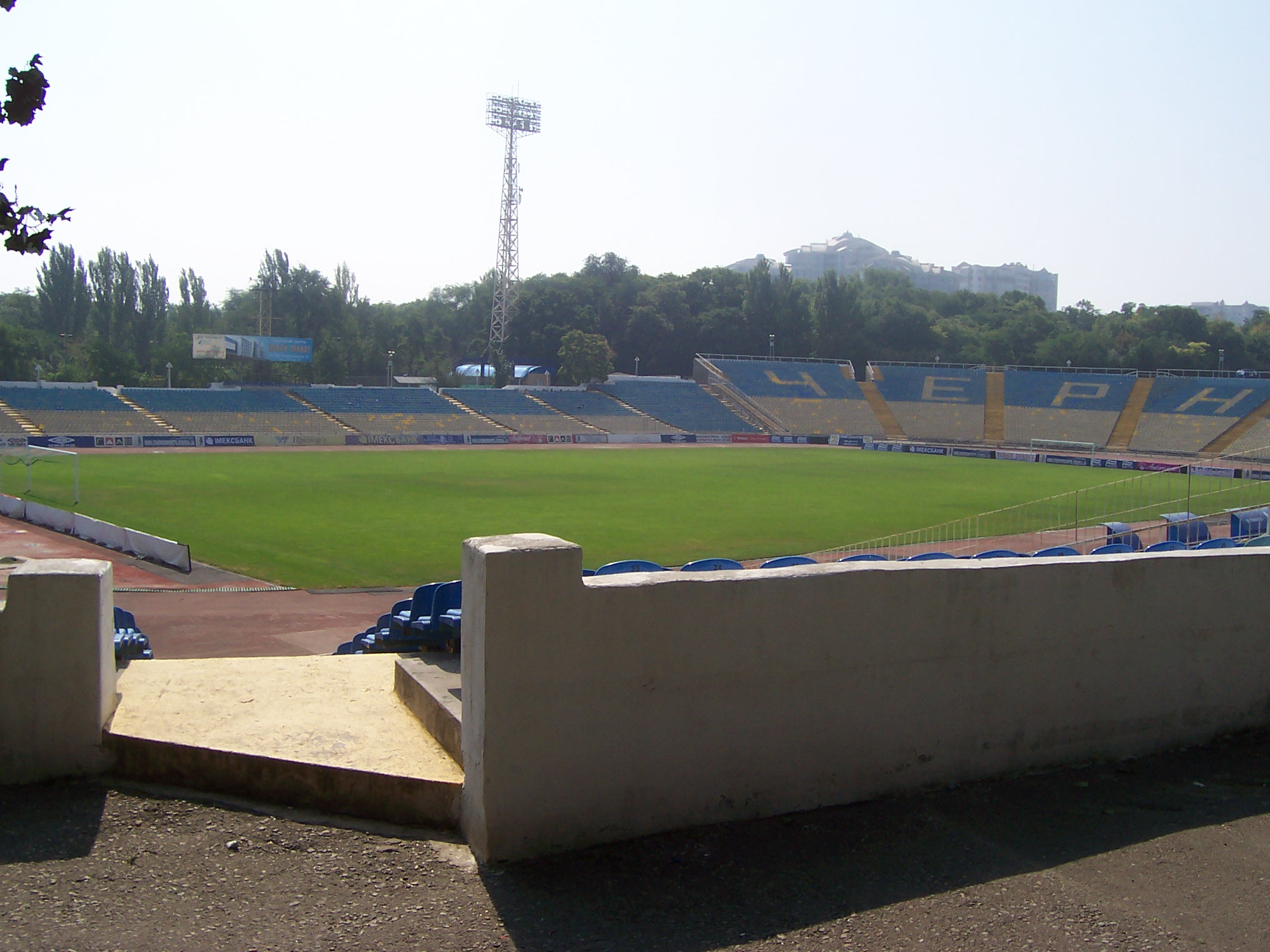
الملعب في عام 2004
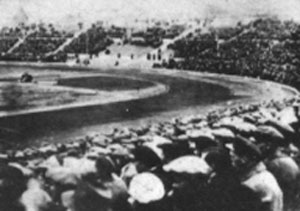
استاد كوسور، 1936